# Dentalmateriale
Dentalmateriale er særligt fremstillet komposit materiale, designet til brug i tandpleje. Der findes mange forskellige former for dentalmaterialer, og deres egenskaber varierer afhængig af hvad de skal bruges til. Blandt eksempler er tayndfyldning (heriblandt kroner og broer), endodontisk materiale (brugt ved rodbehandling), aftryksmaterialer, protesemateriale, tandimplantater og mange andre.
| Odontologi | Spire Denne artikel om odontologi er en spire som bør udbygges. Du er velkommen til at hjælpe Wikipedia ved at udvide den. |